# Il pulcino Pio
Il pulcino Pio è una canzone realizzata dall'emittente radiofonica italiana Radio Globo e interpretata dall'attrice Morgana Giovannetti. Il brano viene diffuso su Internet il 6 maggio 2012 e pubblicato il 18 luglio 2012 diventando il tormentone italiano dell'estate 2012 e raggiungendo in agosto il primo posto nella classifica dei download musicali.

## Descrizione
Il pulcino Pio nasce nel maggio 2012 da un'intuizione di Bruno Benvenuti, editore di Radio Globo e Amministratore Unico di Globo Records S.r.l. Si tratta dell'adattamento in lingua italiana di una canzone-filastrocca per bambini ben nota in tutta l'America Latina (chiamata O Pintinho Piu in portoghese e El Pollito Pio in spagnolo, ma anche coi titoli Na minha casa tem, Là em casa, o A Minha Velha sempre in portoghese). La sua paternità è stata attribuita nel 1985 al cantautore brasiliano Erisvaldo Da Silva e da lui eseguita all'epoca con la formazione di forró Trio Nortista.
Il Pulcino Pio in versione portoghese aveva riscosso in Brasile un'impennata di popolarità grazie a un video su YouTube del 27 settembre 2011 in cui il ragazzo undicenne Dheymerson Lima Farias canta in playback la canzone O Pintinhu Piu esibendo singolari doti mimiche ed espressive. La base musicale da lui usata è una versione commerciale della canzone, confezionata con altissima intonazione, ottenuta accelerando il tempo tramite elaborazione digitale e quindi anche il pitch.
Questo video aveva totalizzato circa 6 milioni di visualizzazioni in due mesi e gli guadagna in patria un enorme e inatteso successo, con interviste e inviti a trasmissioni televisive e radiofoniche. La traccia audio da lui usata era comunque già in circolazione da inizio 2011 e ottenuta per accelerazione e innalzamento tonale di un'esecuzione del 2010.
L'ascesa al successo di Pintinho Piu era preannunciato, spontaneo e ineluttabile, ancor prima dell'evento scatenante di Dheymerson che farà notizia sbarcando sui media tradizionali. Tra la fine del 2010 e la metà del 2011 appaiono su YouTube ben 25 video con la canzone, molti dei quali artigianali. Analogo fermento avviene su canali Internet di condivisione e di chat. Gruppi di animazione come Os Locomotions (autogestito e non legato a etichette discografiche) salgono sul palco di raduni e feste giovanili danzando al ritmo della canzone e scatenando l'entusiasmo della folla.
La versione moderna di Pintinho Piu che chiameremo veloce — indicata in alcuni video di YouTube come Chick Pyu music Farm — esce quindi ben prima del video di Farias ed è estremamente simile a quella italiana del 2012, a parte il testo in portoghese. Si rilevano in particolare le modifiche e gli espedienti che contribuiranno al folgorante successo del brano: base musicale assai ritmata e con metronomo sostenuto, innalzamento di tono del canto, linea melodica rivisitata nella ritmica sincopata, finale della strofa "asciugato" di alcune note superflue, attenuazione della monotonia mediante sospensioni orchestrali e alternanza di staccato e note tenute nel canto. Questa base musicale è quella usata nel video di YouTube del ragazzo brasiliano che gli guadagnerà in poche settimane milioni di visioni.
L'esecuzione moderna ma lenta, del 2010 —  come affermerà tempo dopo lo stesso Lima Farias — è di una giovane banda di forró, la Seguidores do Rei Luiz Gonzaga. La versione che però si diffonde a macchia d'olio dai primi del 2011 — su Internet, in modalità suoneria smartphone mp3, in spettacoli dal vivo, e che usa Lima Farias per il suo video — è quella con audio rielaborato: accelerato e innalzato a tonalità di Sol minore. Non si hanno notizie su chi abbia concepito e provveduto a questo processamento audio, che senz'altro aggiunge verve al brano.
La versione italiana Il Pulcino Pio del 2012 è un adattamento a firma di Bruno Benvenuti, Luca Scarpa, Alessandro Tirocchi, Maurizio Paniconi e Morgana Giovannetti. È quest'ultima che canta la versione nostrana in cui la voce è stata sottoposta ad una traslazione di tono e all'aggiunta di un effetto chorus al pari della versione brasiliana del 2011.
Il pezzo si distingue per la linea melodica semplice e asciutta. Il testo si ripete allungandosi ogni volta ma mantenendosi su un'unica linea musicale. Questo incedere è simile a quello di molti canti popolari e filastrocche, caratterizzati da strofe che si evolvono tramite piccole aggiunte rispetto alla strofa precedente, e che quindi diventano sempre più lunghe pur rimanendo facili da ricordare. Esempi di tale struttura sono il canto popolare piemontese La mia mama a veul ch'i fila, il brano pop Alla fiera dell'est di Angelo Branduardi (a sua volta ispirato al canto del Seder pasquale ebraico Chad Gadyà), o ancora la canzone Testa spalla di Don Lurio.  In questo caso la struttura "cumulativa" aggiunge in ogni strofa un animale con il corrispondente verso onomatopeico, come nel brano Nella vecchia fattoria (titolo italiano di Old McDonald Had a Farm) reso popolare in Italia dal Quartetto Cetra.
Nel Pulcino Pio in realtà l'autore brasiliano accreditato, Da Silva, può aver adattato a sua volta una canzone popolare argentina per bambini (in lingua spagnola) intitolata Cantan los Pollitos nell'LP omonimo uscito nel 1972 e — sempre nell'interpretazione del gruppo Los Pollitos — inserita sul lato B del 45 giri La marcha del mundial, inno dei mondiali di calcio del 1978 in Argentina.
Ma è altrettanto possibile che il Pintinho Piu sia stato recuperato da una versione ancor più datata e già in portoghese dal titolo Na minha casa tem... che si ritrova in un 45 giri per bambini uscito a metà anni '60 e ancor'oggi reperibile sul mercato dell'usato brasiliano.
Le versioni più antiche, degli anni '60 e del 1972, possiedono già oltre alla musica odierna gli elementi salienti delle rielaborazioni di epoca successiva: vi dimorano il protagonista pulcino Pio e gli animali della fattoria che man mano s'aggiungono coi loro versi all'unica strofa-tormentone, ma il ritmo e alcune note a fine strofa sono talora diverse dalla versione moderna: accentuano la tonalità minore conferendo un sapore più languido e calmo. Inoltre non è usato l'espediente di innalzare il tono.

Le successive versioni in portoghese restano pressoché inalterate come forma melodica e ritmica almeno sino al 2004-2007. L'esecuzione del 1998, con titolo Lá em Casa... nel CD Cantigas de roda del gruppo Palavra Cantada, reinterpreta la canzone aggiungendo note "scivolate" nel canto e armonia da bossa nova, pur mantenendo la sequenza crescente di animali e la linea melodica della tradizione. Stranamente qui vi dimorano più pulcini (E os pintinhos piu) anziché solo uno. È del 2004 un'edizione di Pintinho Piu nel brano Pout Pourri 1 (A Minha Vela), quarto pezzo della raccolta di canzoni per bambini No Mundo Encantado, tratta da una performance nella popolare trasmissione televisiva brasiliana per bambini, animata dai clown-cantanti Patati e Patatá e da un coro in erba (sul genere del nostro piccolo coro Mariele Ventre). Nel 2005-2007 il brano è nuovamente inserito nella raccolta Os Grandes Sucessos de Patati Patatá disponibile in streaming e su CD.
È impossibile ritrovare ed elencare tutte le varianti del Pollito Pio / Pintinho Piu / A Minha Velha / Na minha casa tem (titoli diversi usati per lo stesso brano) uscite nel periodo del secondo dopoguerra e in generale nel secolo scorso su vinile, audio cassette, VHS e CD audio. Vi è anche una partitura musicale di A minha velha in stampa Braille, per non vedenti, che risale al 1950. Sta di fatto che la canzone si imprime nel corso di decenni nella memoria musicale collettiva di bambini adolescenti e adulti sudamericani, anche attraverso la tradizione musicale orale delle famiglie e delle scuole d'infanzia.
Il 17 settembre 2012 è uscita in Italia un'altra versione del Pulcino Pio in cui cambia il finale. Il pulcino, anziché venire schiacciato dal trattore come avveniva nella prima versione, viene mostrato nel videoclip della canzone mentre si allena con diversi attrezzi ginnici e infine sconfigge il trattore sferrandogli un pugno.
Nel 2015 viene fatta sentire a in Mezzogiorno in Famiglia per la prova dell'Uovo nel cucchiaio.
Nel 2013 è uscita una riedizione in spagnolo di El Pollito Pio (Potito pio per gli "amici") con linea melodica del canto della versione del 1972 (Cantan los Pollitos) ma l'arrangiamento musicale è quello moderno.
Nel disco del 1975 e nella sua copertina è indicata come autrice della musica l'argentina Mercedes Vila. Al contrario il vinile degli anni '60, lo spartito in Braille del 1950 e la versione dei Servidores do Rei classificano il brano come canção folclórica / Folclore brasileiro / Composição desconhecido, ossia musica di tradizione popolare non attribuibile ad un particolare autore. Quest'ultima tesi sembrerebbe essere la più credibile.
Va infine detto che Pedro Alberto Farías Gómez, da taluni ritenuto il compositore della musica, è sì elencato tra gli autori di alcune edizioni ufficiali del Pulcino Pio (nelle quali tra l'altro non figura il Da Silva) ma è più probabilmente solo l'arrangiatore della base musicale moderna.

## Successo commerciale
In Italia, Il pulcino Pio ha ottenuto immediato successo di vendite, debuttando al secondo posto nella classifica ufficiale dei singoli. Nella sua 5ª settimana di presenza, il singolo raggiunge il primo posto e lo manterrà per due mesi consecutivi. Rimane in top 10 per una totale di tredici settimane consecutive. Nel contempo, riceve la certificazione di disco d'oro, disco di platino fino ad arrivare a quella di quintuplo disco di platino dalla Federazione Industria Musicale Italiana per avere venduto oltre 250 000 copie.
Il brano è stato distribuito anche in alcuni paesi europei. In Francia ha venduto 6 257 copie nella sua prima settimana dal debutto, debuttando direttamente al nono posto.

## Video musicale
Il primo video, come cronologia di inserimento su YouTube, è quello del Pulcino Pio in cui si vedono ripresi bimbi in tenera età con travestimenti degli animali che compaiono nelle strofe
. Vi è sincronia tra testo della canzone e immagini. Questa versione, seppur simpatica, ha riscosso un numero limitato (5 milioni) di visioni.

Il successivo videoclip de Il pulcino Pio è di fatto quello ufficiale con animazione degli animali. È stato visualizzato oltre 315 milioni di volte (al giugno 2022) ed è il video musicale italiano più visto di sempre su YouTube. Inoltre il video divenne il primo video italiano ad arrivare a 100 milioni di visualizzazioni (al 1º Dicembre 2014), la versione spagnola oltre 1 miliardo (al 2017). Via via sono state prodotte altre versioni internazionali: inglese, francese, olandese, russa e greca. L'animazione è stata realizzata dalla società Mediamorfosi mentre i personaggi sono stati creati dal Sig. Federico Mancosu.

È stata rilasciata un'ulteriore versione italiana della canzone e del video animato (la vendetta), che mostra il Pulcino Pio impegnato ad allenarsi con attrezzi sportivi ogni volta diversi e che nel finale, anziché venire investito dal trattore, lo sconfigge sferrandogli un pugno.

## Tracce
Download digitale
1. Il pulcino Pio (radio edit) – 2:40
2. Il pulcino Pio (remix) – 3:42

Durata totale: 6:22
CD single
Edizioni musicali Do It Yourself Entertainment.
1. Il Pulcino Pio (Radio Edit) – 2:42
2. The Little Chick Cheep (Radio Edit) – 2:42
3. To Poulaki Tsiou (Radio Edit) – 2:41

Durata totale: 8:05
CD EP
Edizioni musicali B1 Recordings.
1. Das Kleine Küken Piept (Radio Edit) – 2:40
2. El Pollito Pio (Radio Edit) – 2:40
3. Il Pulcino Pio (Radio Edit) – 2:39
4. Le Poussin Piou (Radio Edit) – 2:39

Durata totale: 10:38

## Classifiche
| Classifica (2012/2013) | Posizione massima |
| ---------------------- | ----------------- |
| Austria                | 23                |
| Belgio (Vallonia)      | 65                |
| Belgio (Fiandre)       | 5                 |
| Francia                | 9                 |
| Germania               | 10                |
| Italia                 | 1                 |
| Paesi Bassi            | 2                 |
| Spagna                 | 7                 |

### Classifiche di fine anno
| Classifica (2012) | Posizione |
| ----------------- | --------- |
| Francia           | 163       |
| Italia            | 3         |
| Classifica (2013) | Posizione |
| Italia            | 78        |